# Delray Beach Open 2022
Delray Beach Open 2022, oficiálním názvem Delray Beach Open by VITACOST.com 2022, byl profesionální tenisový turnaj pořádaný jako součást mužského okruhu ATP Tour, který se odehrával v areálu Delray Beach Tennis Center na otevřených dvorcích s tvrdým povrchem Plexipave. Probíhal mezi 14. až 20. únorem 2022 ve floridském Delray Beach jako jubilejní třicátý ročník turnaje.
Turnaj s rozpočtem 664 275 dolarů patřil do kategorie ATP Tour 250. Nejvýše nasazeným hráčem ve dvouhře se stal třináctý hráč světa Cameron Norrie. Jako poslední přímý účastník do hlavní singlové soutěže zasáhl 110. hráč žebříčku, Američan Sam Querrey.
Třetí singlový titul na okruhu ATP Tour vybojoval Brit Cameron Norrie. Čtyřhru ovládl salvadorsko-nizozemský pár Marcelo Arévalo a Jean-Julien Rojer, jehož členové navázali na triumf z Dallas Open z předchozího týdne.

## Rozdělení bodů a finančních odměn

### Rozdělení bodů
| Soutěž  | vítězové | finalisté | semifinalisté | čtvrtfinalisté | 16 v kole | 32 v kole | Q  | Q2 | Q1 |
| ------- | -------- | --------- | ------------- | -------------- | --------- | --------- | -- | -- | -- |
| dvouhra | 250      | 150       | 90            | 45             | 20        | 0         | 12 | 6  | 0  |
| čtyřhra | 250      | 150       | 90            | 45             | 0         | —         | —  | —  | —  |

### Finanční odměny
| Soutěž                              | vítězové | finalisté | semifinalisté | čtvrtfinalisté | 16 v kole | 32 v kole | Q2      | Q1      |
| ----------------------------------- | -------- | --------- | ------------- | -------------- | --------- | --------- | ------- | ------- |
| dvouhra                             | 90 330 $ | 52 690 $  | 30 980 $      | 17 950 $       | 10 425 $  | 6 370 $   | 3 185 $ | 1 735 $ |
| čtyřhra                             | 31 380 $ | 16 790 $  | 9 840 $       | 5 510 $        | 3 240 $   | —         | —       | —       |
| částka ve čtyřhře je uvedena na pár |          |           |               |                |           |           |         |         |

## Mužská dvouhra

### Nasazení
| Stát                         | Hráč             | ATP | Nasazení |
| ---------------------------- | ---------------- | --- | -------- |
| Spojené království           | Cameron Norrie   | 13. | 1.       |
| USA                          | Reilly Opelka    | 23. | 2.       |
| Bulharsko                    | Grigor Dimitrov  | 25. | 3.       |
| USA                          | Tommy Paul       | 43. | 4.       |
| USA                          | Sebastian Korda  | 44. | 5.       |
| USA                          | Jenson Brooksby  | 54. | 6.       |
| Francie                      | Adrian Mannarino | 57. | 7.       |
| USA                          | Maxime Cressy    | 59. | 8.       |
| Žebříček ATP k 7. únoru 2022 |                  |     |          |

### Jiné formy účasti
Následující hráči obdrželi divokou kartu do hlavní soutěže:
- Grigor Dimitrov
- Tommy Paul
- Jack Sock

Následující hráči se probojovali do hlavní soutěže z kvalifikace:
- Liam Broady
- Denis Istomin
- Stefan Kozlov
- Mitchell Krueger

Následující hráč postoupil z kvalifikace jako šťastný poražený:
- Emilio Gómez

### Odhlášení
před zahájením turnajt
- Jenson Brooksby → rnahradil jej  Emilio Gómez
- James Duckworth → nahradil jej  Thanasi Kokkinakis
- Kei Nišikori → nahradil jej  Steve Johnson
- Frances Tiafoe → nahradil jej  Denis Kudla

## Mužská čtyřhra

### Nasazení
| Stát                                                                                  | Hráč                | Stát       | Hráč               | ATP  | Nasazení |
| ------------------------------------------------------------------------------------- | ------------------- | ---------- | ------------------ | ---- | -------- |
| Salvador                                                                              | Marcelo Arévalo     | Nizozemsko | Jean-Julien Rojer  | 65.  | 1.       |
| USA                                                                                   | Austin Krajicek     | Monako     | Hugo Nys           | 96.  | 2.       |
| Kazachstán                                                                            | Oleksandr Nedověsov | Pákistán   | Ajsám Kúreší       | 115. | 3.       |
| Austrálie                                                                             | Luke Saville        | Austrálie  | John-Patrick Smith | 115. | 4.       |
| Žebříček ATP k 7. únoru 2022; číslo je součtem žebříčkového postavení obou členů páru |                     |            |                    |      |          |

### Jiné formy účasti
Následující páry obdržely divokou kartu do hlavní soutěže:
- Robert Galloway /  Alex Lawson
- Thanasi Kokkinakis /  Jordan Thompson

Následující pár nastoupil z pozice náhradníka:
- Jack Vance /  Jamie Vance

### Odhlášení
před zahájením turnaj
- Thanasi Kokkinakis /  Jordan Thompson → nahradili je  Jack Vance /  Jamie Vance

## Přehled finále

### Mužská dvouhra
- Cameron Norrie vs.  Reilly Opelka, 7–6(7–1), 7–6(7–4)

### Mužská čtyřhra
- Marcelo Arévalo /  Jean-Julien Rojer vs.  Oleksandr Nedověsov /  Ajsám Kúreší, 6–2, 6–7(5–7), [10–4]